# Veneto
Veneto (latinski: Venetia, venetski: Vèneto) je jedna od 20 talijanskih regija. Ima oko 4,8 milijuna stanovnika, a glavni grad regije je Venecija.
Nekad tlo Mletačke Republike, Veneto je danas među najbogatijim i najindustrijaliziranijim regijama Italije. Također je to i najposjećenija regija, s oko 60 milijuna turista godišnje.
Pored talijanskog, većina stanovnika govori i venetskim jezikom.

## Geografija

### Geomorfologija
Veneto je osma najveća talijanska regija, s površinom 18 398,9 km2. Smještena je u sjeveroistočnom dijelu Italije i graniči s regijom Friuli Venezia Giulia na istoku,  na jugu s regijom Emilia-Romagna, na zapadu s Lombardijom, a na sjeveru s regijom Trentino-Južni Tirol. Na samom sjeveru Veneto graniči s Austrijom.
Veneto se može podijeliti na četiri područja: sjeverna alpska zona, brdska zona, donja ravničarska zona te obalni pojas.
Kroz regiju teče nekoliko rijeka: Pad (Po), Adige, Brenta, Bacchiglione, Livenza, Piave i Tilment. Također, Venetu pripada i istočna obala najvećeg talijanskog jezera, Garda (jezero). Obala je duga oko 200 km, od čega su čak 100 km plaže.

### Klima
Klima se značajno mijenja od jednog do drugog predjela. Na ravnicama kontinentalna, postaje blaža uz obalu, oko jezera Garda i u brdskim dijelovima. Nizine su često prekrivene gustom maglom.

## Vlada i politika

### Vlada
Veneto je predsjednička i predstavnička demokracija. Predsjednik regije, kolokvijalno zvan Governatore ili Doge (dužd), u sjećanje na slavnu mletačku prošlost, također je i glavni čovjek regionalne vlade. Zakonodavna moć je u rukama Zemaljskoga vijeća, regionalnoga parlamenta. Statut, tj. regionalni ustav donesen je 22. svibnja 1971. Iako stanovnike naziva "narodom" (različitim od Talijana), regija nema oblik autonomije usporediv sa susjednim regijama Furlanija-Julijska krajina i  Trentino-Južni Tirol. To je razlog što su mnoge općine održale referendum o pripajanju tim regijama.

## Vanjske poveznice
- Turizam u regiji Veneto  Arhivirana inačica izvorne stranice od 21. veljače 2021. (Wayback Machine)
- Veneto, vodič